# Neue Pinakothek

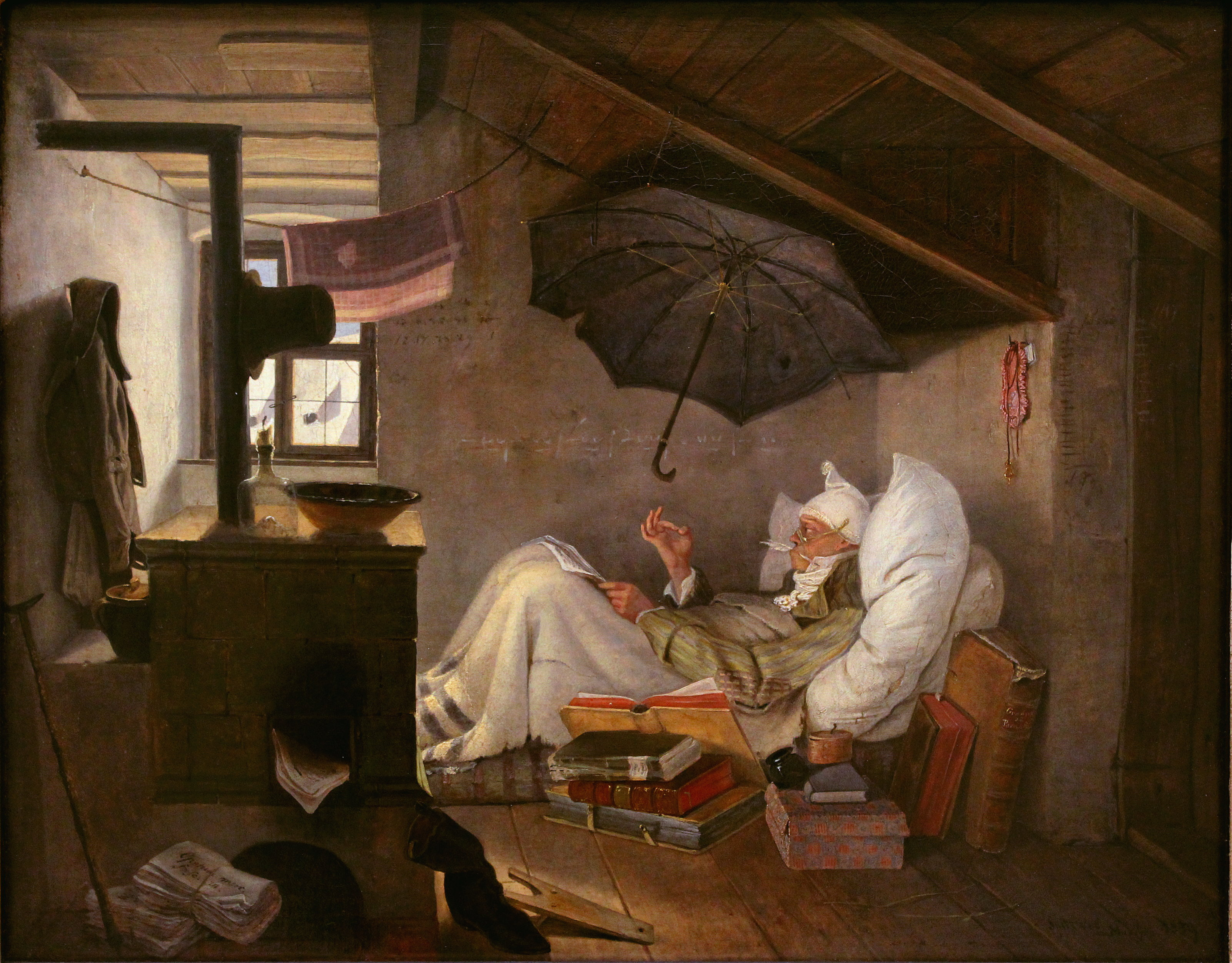
Carl Spitzweg „Der arme Poet“ (1839)

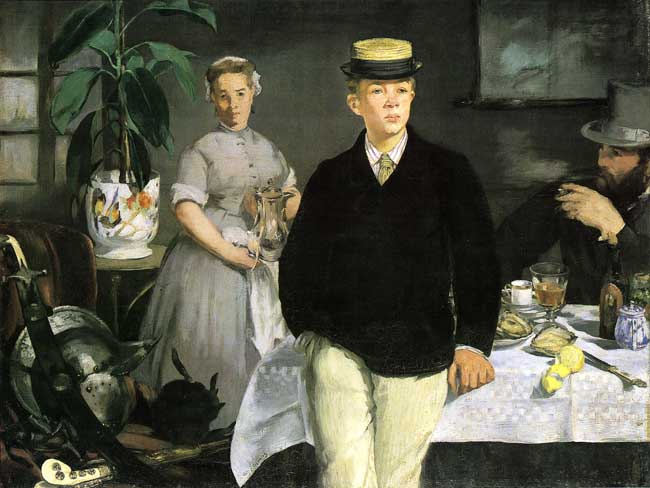
Édouard Manet, „Le Déjeuner dans l'atelier“ (1868)

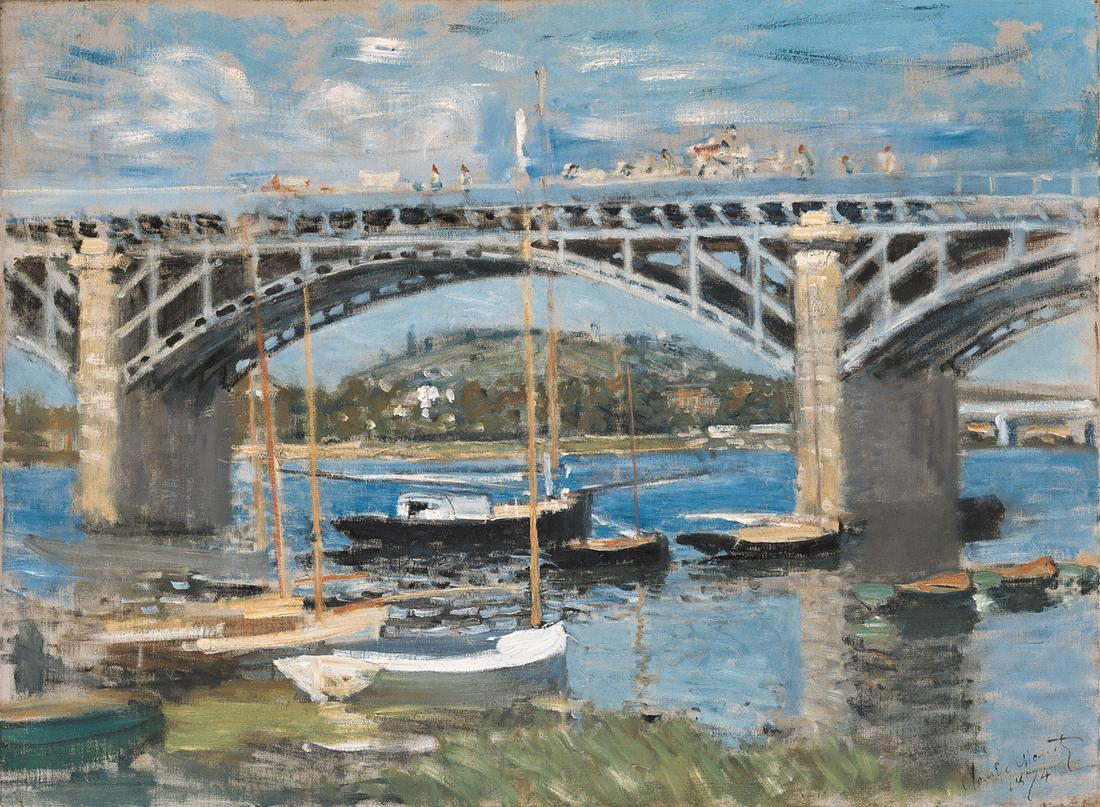
Claude Monet, La Seine à Argenteuil (1874)

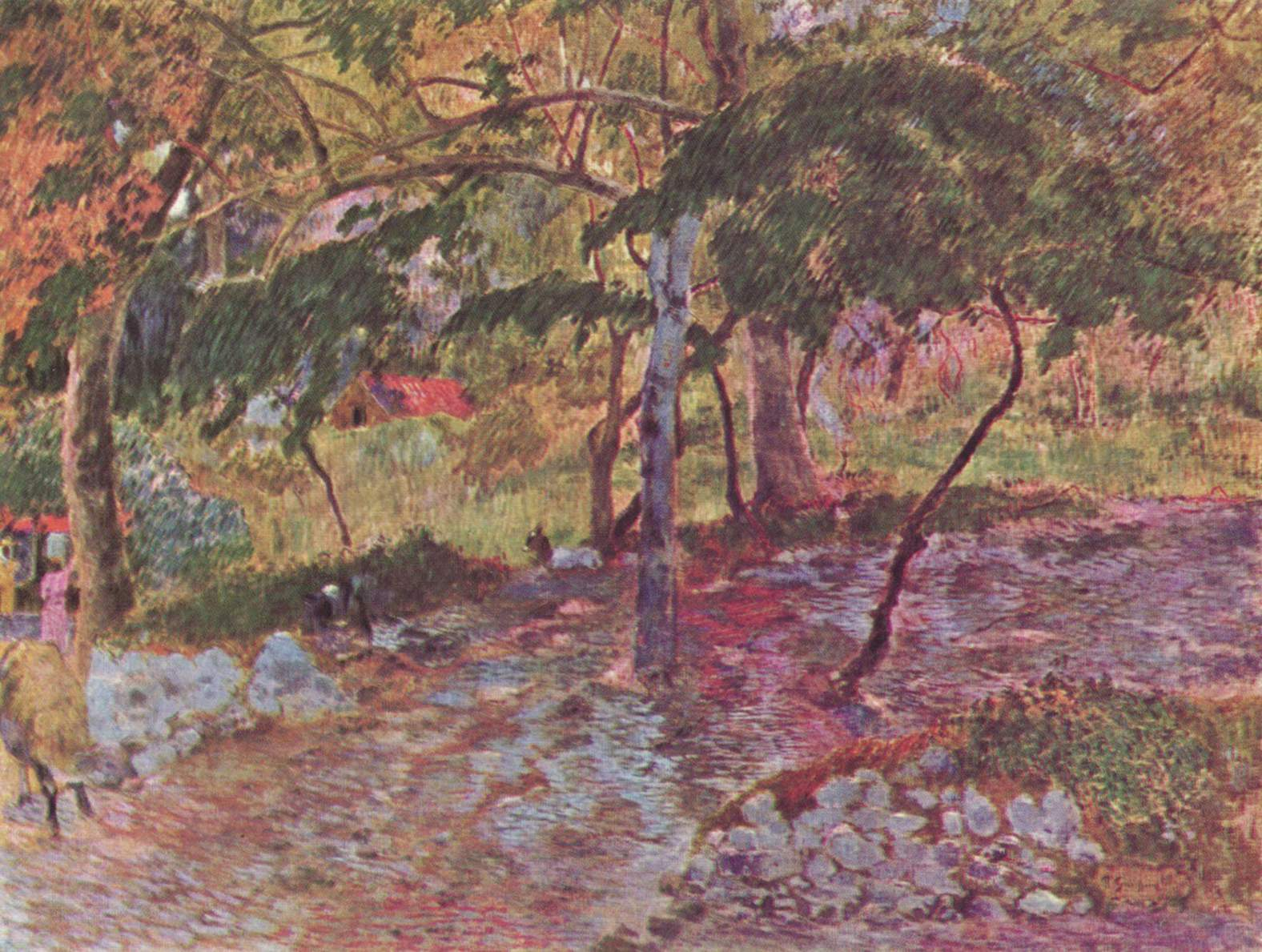
Paul Gauguin, Paysage - Martinique (1887)

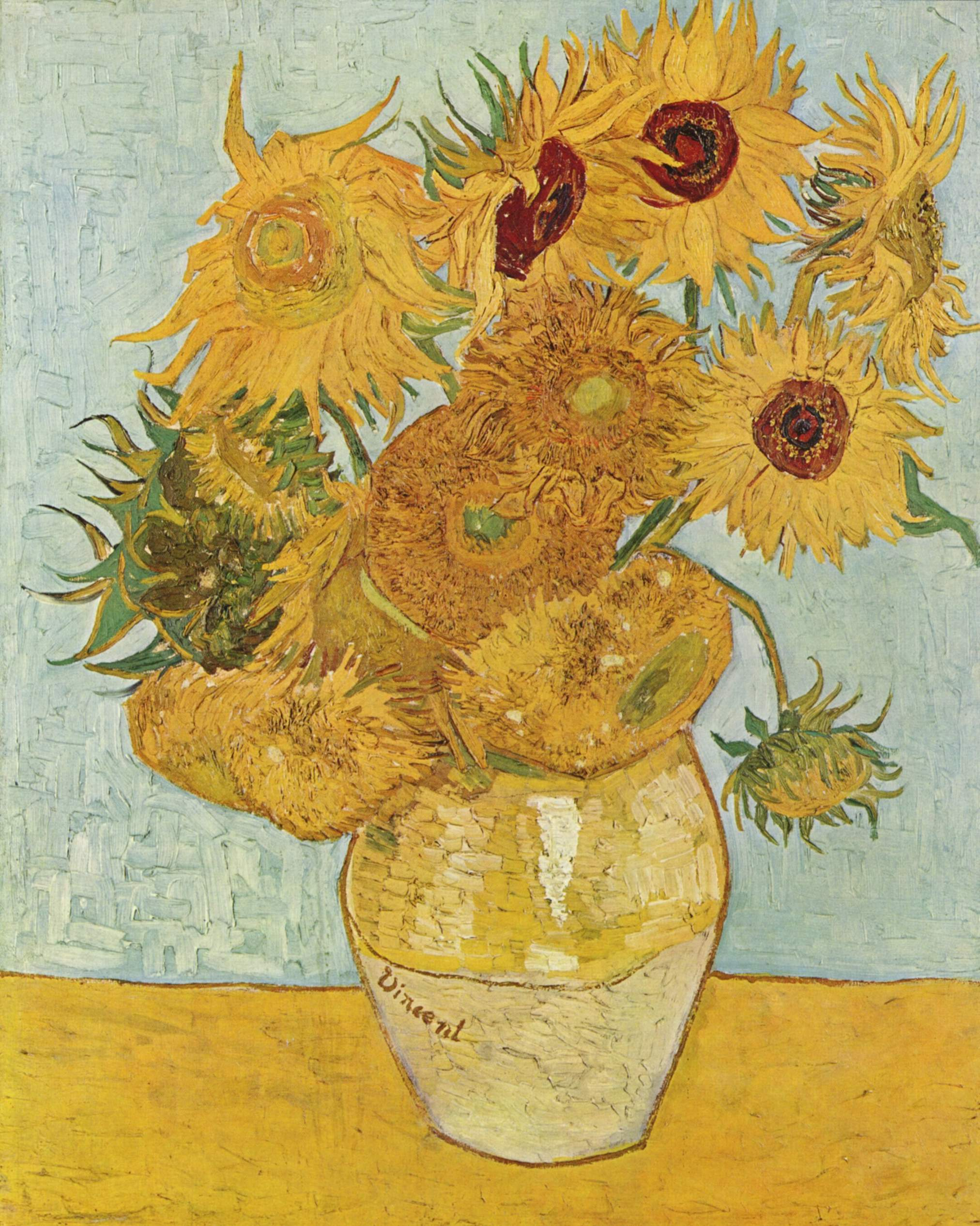
Vincent van Gogh, Zonnebloemen (1888)

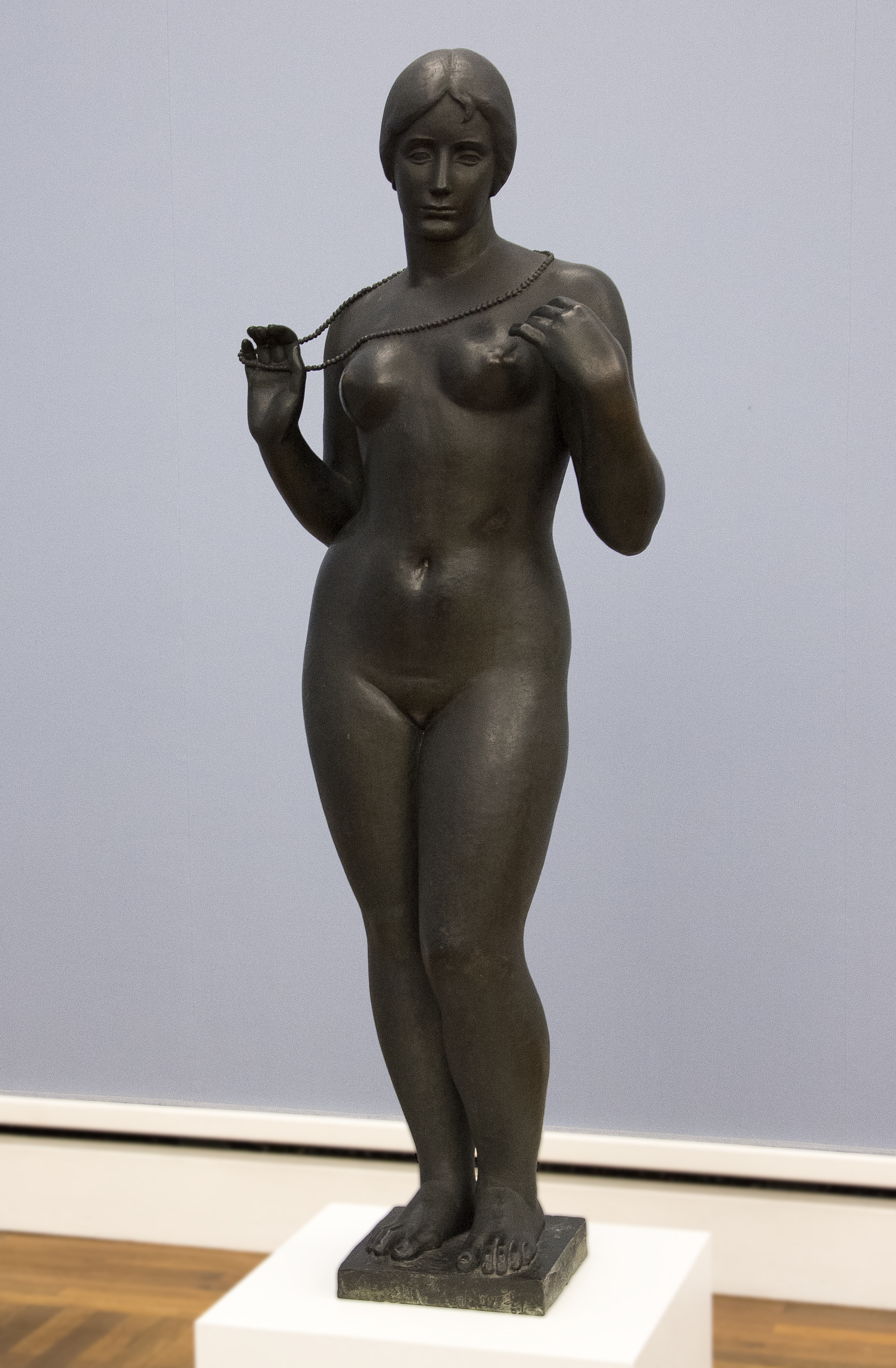
Aristide Maillol, Venus met halssnoer

De Neue Pinakothek is een museum voor schilder- en beeldhouwkunst van de achttiende en negentiende eeuw, dat deel uitmaakt van het Kunstareal München in de Beierse hoofdstad München.

## Geschiedenis
Het museum werd in 1853 door Lodewijk I gesticht, die daarmee, na de ook door hem gebouwde Alte Pinakothek, zijn sinds 1809 uitgebreide kunstverzameling aan de openbaarheid wilde tonen. De Neue Pinakothek was hiermee de eerste collectie moderne kunst ter wereld. De hier voor het eerst getrokken, duidelijke scheidslijn rond 1800 tussen oude kunst en nieuwe kunst, was richtinggevend voor Duitse musea. 
De collectie van de Neue Pinakothek groeide door schenkingen en aankoop van belangrijke werken uit tot een van de belangrijkste kunstverzamelingen, met betrekking tot de periode van de late achttiende en de negentiende eeuw, ter wereld.

## Het gebouw
Nadat enkele andere locaties waren verworpen, ontstond het nieuwe museum in opdracht van Lodewijk I tegenover de Alte Pinakothek. Het ontwerp was van Friedrich von Gärtner en August von Voit.

In de Tweede Wereldoorlog werd de Neuen Pinakothek volledig verwoest en kort daarop gesloopt. De museumcollectie werd sinds 1947 tentoongesteld in het Haus der Kunst aan de Prinzregentenstraße. 
In 1975 werd de eerste steen gelegd voor de nieuwbouw naar het winnende ontwerp van Alexander Freiherr von Branca. Op 28 maart 1981 werd het gebouw voor het publiek geopend. In de westelijke vleugel van het gebouw bevindt zich het Doerner Institut, het onderzoeksinstituut en de restauratiewerkplaats van de Bayerischen Staatsgemäldesammlungen.

## De collectie
De collectie maakt deel uit van de Bayerischen Staatsgemäldesammlungen. De Neue Pinakothek toont met grote regelmaat een keuze van 400 werken uit het totale bestand van 3000 schilderijen en 300 beeldhouwwerken. De collectie omvat:
- internationale kunst (laat achttiende eeuw)
- Engelse schilderkunst (laat achttiende/vroeg negentiende eeuw)
- Duitse kunstenaars van het classicisme
- realisme en romantiek (Frankrijk en Duitsland) en Biedermeier (Duitsland)
- impressionisme (Frankrijk en Duitsland)
- symbolisme, jugendstil en begin twintigste eeuw

## Beeldhouwkunst
Beeldhouwkunst uit de negentiende en begin twintigste eeuw is vertegenwoordigd door sculpturen van onder anderen:
- Bertel Thorvaldsen ("Adonis" 1802/1832)
- Antonio Canova ("Paris Statue" 1807-16)
- Rudolf Schadow ("Die Sandalenbinderin" 1813/1817)
- Auguste Rodin ("Kauernde" 1880/82)
- Max Klinger ("Elsa Asenijeff" ca 1900)
- Aristide Maillol ("Flora" 1910)
- Pablo Picasso ("Der Narr" 1905)